# Кабаре (фільм)
«Кабаре́» (англ. Cabaret) — американський кінофільм, заснований на однойменному бродвейському мюзиклі, який, своєю чергою, створений за мотивами берлінських розповідей Крістофера Ішервуда. Стрічка здобула 8 премій «Оскар».

## Сюжет
Дія фільму відбувається у Веймарській республіці в 1931 році, незадовго до приходу до влади Гітлера.
Основна сюжетна лінія пов'язана з американкою Саллі Боулз — співачкою в берлінському кабаре «Кіт-Кат». Вона знайомиться з Браяном Робертсом, письменником-англійцем, який нещодавно приїхав до Німеччини. Саллі намагається спокусити Браяна, але без успіху. Браян пояснює, що ніколи не мав успіху в жінок, і в результаті вони стають друзями. Саллі знайомиться з розпусним багачем, бісексуалом Максиміліаном, який у результаті спокушає і її, і Браяна.
Через деякий час Саллі виявила, що вона вагітна. Браян пропонує їй вийти за нього заміж і виїхати до Англії. Однак Саллі, розуміючи, що не пристосована для сімейного життя, відмовляється і вирішує зробити аборт. Наприкінці фільму вони розлучаються. Браян їде додому, до Англії, а Саллі залишається в Берліні.
Дія фільму перемежовується музичними й танцювальними номерами на сцені кабаре, які веде конферансьє.
Любовна драма відбувається на тлі наростання впливу нацизму у Веймарській республіці. Якщо на початку фільму вони ледь помітні (одного штурмовика викидають з клубу як хулігана), то в міру розвитку сюжету люди в нацистській формі та з нацистською символікою поступово заполоняють кадр. На момент завершення фільму вони — основна частина публіки в кабаре.

## У ролях
- Лайза Міннеллі — Саллі Боулз
- Майкл Йорк — Брайан Робертс
- Джоел Грей — Конферансьє
- Гельмут Грім — Максиміліан фон Хойне
- Фріц Веппер — Фріц Вендель
- Маріса Беренсон — Наталія Ландауер

та ін.

## Культурний вплив
Фільм «Кабаре» — незвичайне явище в ряду робіт Боба Фосса. Вперше для нього це не просто розважальна картина, а скоріше антифашистська драма, де елементи мюзиклу несуть смислове навантаження. Драматична розповідь про передвоєнної Німеччини — чудовий фон для історії героїв. Кабаре тут виступає метафорою деградації окремої особистості й всієї нації під тиском наступаючої на Європу коричневої чуми.
Відомий кінокритик Віталій Вульф так відгукувався про картину: «Я гадаю, що ця стрічка принципова, насамперед тому, що це вперше був не просто розважальний мюзикл, у цьому сюжеті була дуже важлива тема — антифашистська. Нею була пронизана музика, виконання і блискуча режисура Боба Фосса. Тому, мені здається, що це був перший мюзикл, який вніс зміст усередину своєї форми, і цей зміст став фактично головним».
Пісні та музичні номери з фільму набули великої популярності. Ці композиції неодноразово включалися в диски Лайзи Мінеллі й часто виконуються нею в концертній програмі.
У 1995 році фільм став дванадцятим музичним фільмом, включеним в Національний реєстр фільмів США для постійного зберігання.
У 2006 увійшов під номером 5 до списку найкращих мюзиклів Американського інституту кіномистецтва.

## Цікаві факти
- Перед початком зйомок Фосс кожного дня скаржився на знімальному майданчику Віллі Вонка і шоколадна фабрика, що цей фільм заважає йому розпочати роботу на тій самій сцені.[6]

## Касові збори
Прем'єра фільму відбулася 13 лютого 1972 року в нью-йоркському театрі Зіґфельда, збори від одного показу склали $2,538 доларів. Фільм розпочав регулярні покази в кінотеатрі Зіґфельда з 14 лютого, зібравши $8,684 у перший день прем'єри та рекордні $80,278 за тиждень. Фільм зібрав ще $165,038 у 6 інших кінотеатрах у 6 ключових містах США, про що повідомило Variety, що дозволило йому посісти десяте місце в американському прокаті.
Після семи місяців прокату фільм зібрав $5,3 мільйона доларів у Нью-Йорку. За оцінками журналу Variety, це становить 30% від загальної суми збору фільму порівняно зі звичайними 15% для ринку, і це один з небагатьох великобюджетних фільмів, який показав набагато кращі результати в Нью-Йорку. За цією оцінкою, фільм зібрав близько $17 мільйонів доларів. До кінця року Variety повідомив, що фільм заробив у кінотеатральному прокаті $10,885,000, що зробило його восьмим найуспішнішим фільмом року.
Після успіху фільму на церемонії вручення премії "Оскар" у березні 1973 року він посів перше місце в американському кінопрокаті, зібравши за тиждень $1,880,000 доларів, що стало рекордом для Allied Artists. Він залишався номером один і другий тиждень. До травня 1973 року фільм зібрав у прокаті $16 мільйонів доларів у США і Канаді та $7 мільйонів доларів в інших країнах і приніс прибуток у розмірі $4,904,000. Наприкінці 1973 року журнал Variety повідомив, що прокатні збори фільму в США та Канаді склали $18,175,000.

## Саундтрек
- «Willkommen» («Welcome»)
- «Mein Herr»
- «Tiller Girls»
- «Maybe This Time»
- «Money, Money»
- «Two Ladies»
- «Heiraten (Married)»
- «Tomorrow Belongs To Me»
- «If You Could See Her»
- «(Life is a) Cabaret»

## Нагороди
Премія «Оскар» (1973)
- Перемога в категоріях:
  - Найкраща акторка — Лайза Міннеллі
  - Найкращий режисер — Боб Фосс
  - Найкращий актор другого плану — Джоел Грей
  - Найкраща робота художника-постановника
  - Найкраща операторська робота — Джеффрі Ансворт
  - Найкращий звук
  - Найкращий монтаж — Девід Брезертон
  - Найкраща музична адаптація
- Номінації:
  - Найкращий фільм — Боб Фосс
  - Найкращий сценарист (адаптація) — Джей Аллен

Премія BAFTA
- Перемога в категоріях:
  - Найкращий фільм
  - Найкраща акторка — Лайза Міннеллі
  - Найкращий режисер — Боб Фосс
  - Самий багатообіцяльний акторський дебют — Джоел Грей
  - Найкраща операторська робота — Джеффрі Ансворт
  - Найкращий саундтрек
  - Найкраща робота художника-постановника

Премія «Золотий Глобус» (1973)
- Перемога в категоріях:
  - Найкращий фільм
  - Найкраща акторка — Лайза Міннеллі
  - Найкращий актор другого плану — Джоел Грей
- Номінації:
  - Найкращий режисер — Боб Фосс
  - Найкраща оригінальна пісня («Mein Herr»)
  - Найкращий сценарій
  - Найкраща акторка другорядної ролі
  - Самий багатообіцяльний акторський дебют — Джоел Грей

Премія Національної ради кінокритиків США (1972)
- Перемога в категоріях:
  - Найкращий фільм
  - Найкращий актор другого плану — Джоел Грей
  - Найкращий режисер — Боб Фосс
  - Найкраща акторка другого плану — Маріса Беренсон
- Премія Bodil (1973) найкращий неєвропейський фільм.

Премія «Давид ді Донателло» (1973)
- Перемога в категоріях:
  - Найкращий іноземний режисер
  - Найкраща іноземна акторка головної ролі